# Der abenteuerliche Simplicissimus
Der abentheuerliche Simplicissimus Teutsch is een schelmenroman van de hand van Hans Jakob Christoffel von Grimmelshausen die verscheen in 1668, maar gedateerd is op 1669. Deze roman is wat betreft de Duitstalige literatuur het belangrijkste werk in zijn tijd.
Grimmelshausen publiceerde de roman onder het pseudoniem German Schleifheim von Sulsfort wat eigenlijk - net als de naam van de protagonist in het boek Melchior Sternfels von Fuchshaim – een anagram is van zijn eigen naam. Naast deze anagrammen heeft het boek nog meer autobiografische elementen; zo speelt de Dertigjarige Oorlog, waar Grimmelshausen zelf aan deelgenomen heeft, een belangrijke rol in het boek.

## Originele titel
De volledige titel van het boek luidt eigenlijk:
Der Abentheuerliche  || SIMPLICISSIMUS  || Teutſch /  || Das iſt:  || Die Beſchreibung deß Lebens eines  || ſeltzamen Vaganten / genant Melchior  || Sternfels von Fuchshaim / wo und welcher  || geſtalt Er nemlich in dieſe Welt kommen / was  || er darinn geſehen / gelernet / erfahren und auß=  || geſtanden / auch warumb er ſolche wieder  || freywillig quittirt.  || Überauß luſtig / und maenniglich  || nutzlich zu leſen. ||  An Tag geben  || Von German Schleifheim  || von Sulsfort.  || Monpelgart /  || Gedruckt bey Johann Fillion /  || Jm Jahr MDCLXIX.
De plaats van druk en de uitgever zijn ook onder pseudoniem aangegeven. De echte naam van de uitgever was Wolff Eberhard Felßecker, een uitgever uit de stad Neurenberg.

## Inhoud
Simplicius (eigenlijk Simplicius Simplicissimus) groeit op als eenvoudige schaapsherder op een boerderij in Spessart. Hij heeft geen enkele opleiding gehad en kent niet eens zijn eigen naam. Op een dag tijdens het hoeden van de schapen lokt de 10-jarige Simplicius met zijn doedelzak een groep soldaten die in het nabijgelegen bos verdwaald zijn. Deze groep soldaten is echter geenszins van goede aard, want als ze bij de boerderij aankomen, plunderen ze het erf, folteren ze de knecht, verkrachten ze de vrouwen en moorden en brandschatten erop los. Op aanraden van een van de vrouwelijke knechten vlucht Simplicius weg van de boerderij het woud in. Door deze vlucht wordt hij echter wel van zijn vermoedelijke ouders, die hij "Knan" (want zo noemt men de vader in Spessart) en "Meuder" noemt, gescheiden. Zijn echte vader leert hij pas veel later kennen. Nadat de jongeman enige dagen door het bos rondgedoold heeft, wordt hij door een kluizenaar uitgenodigd om bij hem te komen wonen. Deze kluizenaar noemt hem Simplicius, oftewel de Eenvoudige en onderwijst hem in de christelijke leer en leert hem lezen en schrijven.
Na twee jaar in het bos gewoond te hebben, vertelt de kluizenaar en leermeester dat zijn tijd gekomen is en hij binnen afzienbare tijd sterven zal; hij vraagt de jongen hem te begraven. Simplicius ziet deze kluizenaar dan inmiddels als zijn echte vader. Nadien blijft hij nog een half jaar in het huis van de kluizenaar wonen, maar dan wil hij de pastoor van het nabijgelegen dorp om raad vragen, want hij weet niet wat hij moet gaan doen met zijn leven. Als hij echter in het dorp aankomt vindt hij het volledig afgebrand terug. Simplicius is hierdoor zo geschrokken dat hij zijn vertrouwen in de wereld verliest en besluit zelf ook maar kluizenaar te worden. Helaas wordt ook zijn kleine kluizenaarswoning door soldaten overvallen en worden zijn wintervoorraden geplunderd, zodat hij niets meer over heeft. Hij vindt echter wel nog een laatste brief van de kluizenaar die hem aanraadt het bos te verlaten.
Via het verwoeste Gelnhausen komt Simplicius in Hanau. Daar wordt hij eerst van spionage verdacht, maar hij komt weer vrij met behulp van de stadspastoor. Hij krijgt te horen dat de kluizenaar een officier en de schoonbroer van de gouverneur Ramsay geweest is, voordat deze zich in het bos terugtrok. Met deze gouverneur wordt gezinspeeld op de Zweedse commandant in Hanau (tot 1638) Jakob von Ramsay (1589–1639).
Simplicius wordt de page van de gouverneur en al snel blijkt dat de vermoedelijke wees Simplicius het neefje van de gouverneur is en wel als kind van de zus en schoonbroer van de gouverneur. Het leven aan het hof is voor Simplicius totaal anders dan dan in de kluizenaarshut; hij vindt het nogal huichelachtig, maar zelf kent hij ook weinig van de hoofse zeden en gebruiken. Om die reden verliest hij al snel de gunst van de gouverneur en wordt dan een nar aan het hof. Enkele dagen later wordt hij echter door Kroatische soldaten gevangengenomen, maar weet te ontkomen. Ten slotte valt hij weer in de handen van een roversbende. Via een list weet hij echter de buit van deze bende te stelen en hij gaat op pad naar Maagdenburg. Aldaar wordt hij opnieuw een nar. Met de zoon van de man voor wie hij moet optreden - Ullrich Herzbruder - raakt hij goed bevriend.
Voordat de katholieke troepen Maagdenburg binnenvallen, kan Simplicius met de hulp van Ulrich vluchten. Ulrich zelf wordt helaas gevangengenomen, maar Simplicius redt zich als diener in een klooster. Als zijn heer echter sterf, neemt hij zijn plaats in in het klooster Paradiese. Daarna wordt hij de Jäger van Soest en oogst op die (oneerlijke) manier een hoop roem en verdient veel geld. Zijns succes zorgt ervoor dat er in de omgeving een Jäger von Werl opstaat om hem na te doen. De Jäger von Soest weet hem echter op het spoor te komen en bedreigt hem met de dood als hij nog één keer in jagerkleding uit roven gaat. Door zijn onvoorzichtig en overmoedig optreden lokt Simplicius later een duel uit met twee soldaten. Dit wint hij, maar omdat duels op straffe van de dood verboden zijn, wordt hij gevangengenomen en weet weer door een list in vrijheid te komen. Hij vertelt de generaal namelijk dat hij een stad zonder enig bloedvergieten innemen kan.
Na zijn vrijlating verspilt hij al zijn geld en wordt verliefd op een dochter van de 'Obrist' van het gebied. Ook dit duurt niet lang, want daarna vertrekt hij via Keulen naar Parijs om daar veel geld de gaan verdienen met een carrière als operazanger. Enkele dagen later wordt hij ziek en moet hij ook dit baantje weer opgeven. Simplicius is een man van twaalf ambachten, dertien ongelukken, want als hij beter wordt, vindt hij weer baantje als kwakzalver en ook nu verdient hij weer veel geld. Kort daarna wordt hij door een musketier gedwongen soldaat te worden.
Bij gevechtshandeling op de Rijn slaat het schip waarop hij zich bevindt om en Simplicius verdrinkt bijna, maar hij wordt op het laatste moment gered. Hij vlucht vervolgens naar Rheinhausen en wordt weer in het leger als soldaat opgenomen. Vervolgens wordt hij gevangengenomen door troepen van de tegenpartij en door een rover overvallen. Toevallig geraakt hij in een kroeg en daar treft hij zijn vriend Ullrich Herzbruder opnieuw. Samen besluiten ze een pelgrimstocht te ondernemen naar Einsiedeln, omdat ze moeten boeten voor hun zonden. Simplicius heeft hier eigenlijk niet zoveel zin in en gaat met tegenzin mee. Aansluitend sluit hij zich weer bij een leger aan. Daar hoort hij over een nabijgelegen meer: de Mummelsee, waar hij op een keer heen gaat. Daar werpt hij stenen in het water, wat dan weer tot gevolg heeft dat Simplicius de Koning van de Watergeesten heeft opgeroepen. Van deze koning krijgt hij een steen die in een heilzame waterbron zal veranderen wanneer men deze op de grond legt. Hij is echter zo onvoorzichtig dat hij bij het slapengaan per ongeluk de steen op de grond legt en raakt daardoor zo teleurgesteld omdat hij weer een groot vermogen verloren heeft dat hij besluit zich op een boerderij terug te trekken en diverse kunsten te gaan studeren.
In de herfst komen er echter weer troepen op zijn boerderij en deze nemen Simplicius gevangen. Door hen ontkomt hij naar Moskou en aldaar maakt hij opnieuw carrière en ditmaal als wetenschappelijk onderzoeker. Hij laat aan de tsaar zien hoe men poeder maken moet en wordt daardoor vrijgelaten. Hierna volgt weer een hele reis met avonturen en wel in Japan, Macau, Egypte, Constantinopel en Rome. Hij wordt door piraten gevangengenomen en als galeislaaf verkocht. Ten slotte keert hij echter weer terug naar huis.
Bij een wandeltocht door het bos vindt hij een stenen beeld dat verandert in verschillende dingen en dieren als je het aanraakt, totdat deze in de vorm van een vogel wegvliegt. Voor Simplicius is dit een teken van God en hij wil daarom een pelgrimstocht ondernemen naar Santiago de Compostela in Spanje. Hij onderneemt deze tocht per schip, maar omdat dit kentert moeten de schipper en hij zich redden. Ze komen aan land en vinden daar fruit, gevogelte en water. De schipper is echter zo verslaafd aan de palmwijn dat hij zich letterlijk dooddrinkt en Simplicius weer alleen komt te staan. Opnieuw besluit hij kluizenaar te worden en tevens om zijn leven op te gaan schrijven. Toevallig komt jaren later een Nederlands schip voorbij en aan de kapitein van dat schip geeft hij deze levensbeschrijving. Met het besluit van de kapitein eindigt Der abenteuerliche Simplicissimus dan ook.
In het vervolg op dit boek: Springinsfeld ook van Grimmelshausen, keert Simplicissimus op verrassende wijze weer terug. Het blijft echter een raadsel hoe het kan dat hij van het eiland weggekomen is.

## Plaats in de literatuurgeschiedenis
In het algemeen wordt het boek gerekend tot het genre van de schelmenroman, maar anders dan bij een gewone schelmenroman spelen bij Simplicissimus ook christelijk-morele elementen een rol. Voor de inhoud van het zesde boek van 'Der abenteuerliche Simplicissimus', de 'Continuatio', zouden volgens sommigen
de principes van de viervoudige schriftzin moeten worden toegepast. De allegorieën en symbolen van Grimmelshausen zouden dan maatschappijkritische en mystieke boodschappen bevatten. Het werk is daardoor ook een kritische spiegel van de tijd waarin het geschreven is.
Het boek speelt gedeeltelijk in een klooster nabij Soest (Duitsland), dat echt bestaan heeft, en waarvan de gebouwen anno 2019 in gebruik zijn als speciale kliniek voor oncologie.

## Film
- Des Christoffel von Grimmelshausen abenteuerlicher Simplicissimus (1975)
- Es hat mir wollen behagen, mit Lachen die Wahrheit zu sagen – Der abenteuerliche Simplicissimus Teutsch van de Deutscher Fernsehfunk uit de DDR, een uitzending bestemd voor televisie van ongeveer een half uur. Alleen het eerste deel, totdat Simplicissimus bij de kluizenaar gaat wonen, werd hier verfilmd.